# No.3 Shine Toshi
『No.3 Shine Toshi』（なんばーさんしゃいんとし）は、田原俊彦3枚目のアルバム。1981年6月24日、NAVレコードより発売。

## 概要
前作から半年振りのリリース。既発シングル曲は未収録。田原もファンにとっても大切な長年愛される楽曲「ジュリエットへの手紙」初収録。ジュリエットとは田原のファン全てを示す。デビュー5周年を迎えた1984年3月21日に、この曲から発展した、ファンからの歌詞を基に制作したアルバム「ジュリエットからの手紙」をリリース。LP帯コピーは「光る波間でスウィング　夏は僕がひとりじめ」。1989年11月21日、デビュー10周年記念でCDが再発売された。

## 収録曲
全編曲：船山基紀
1. ようこそロマンスへ
作詞：小林和子　作曲：小田裕一郎
2. サンサン・サマービーチ
作詞：宮下智　作曲：加瀬邦彦
3. 時よSTOP
作詞：宮下智　作曲：小田裕一郎
4. 君にメロメロディ
作詞：糸井重里　作曲：森雪之丞
5. 灼熱のシーサイド
作詞：小林和子　作曲：宮下智
6. 決めてアバンチュール
作詞：小林和子　作曲：小田裕一郎
7. ウキウキ・セニョリータ
作詞：小林和子　作曲：宮下智
8. 恋のホームスチール
作詞：糸井重里　作曲：森雪之丞
9. 熱い想いに気がついて
作詞：沙羅　作曲：小田裕一郎
10. ジュリエットへの手紙
作詞・作曲：宮下智